# John K. Shields

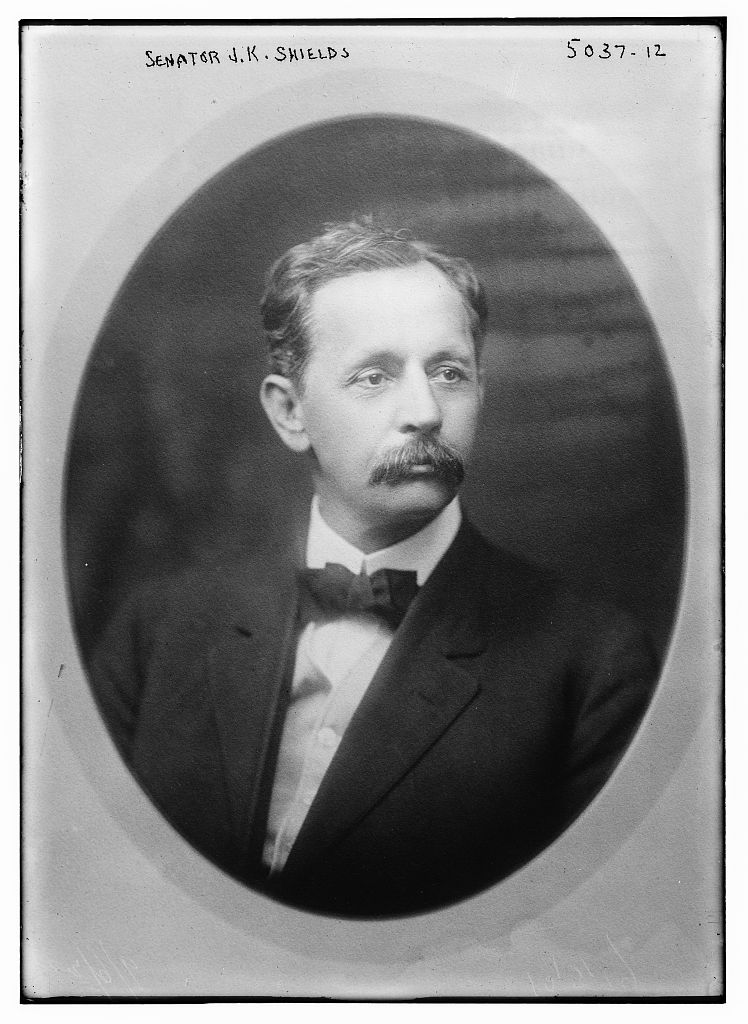
John K. Shields

John Knight Shields (* 15. August 1858 im Grainger County, Tennessee; † 30. September 1934 ebenda) war ein US-amerikanischer Politiker der Demokratischen Partei.
John Shields wurde auf Clinchdale, dem Anwesen seiner Familie, geboren, das sich in der Nähe der frühen Pioniersiedlung Bean’s Station befand. Er wurde dort von Privatlehrern ausgebildet, bevor er ein Jura-Studium aufnahm und 1879 Mitglied der Anwaltskammer von Tennessee wurde. Er arbeitete in den Countys, die nahe an seinem Geburtsort lagen, bis er 1893 zum Richter am staatlichen Court of chancery berufen wurde. Schon im folgenden Jahr kehrte er wieder in seine eigene Praxis im Hamblen County zurück.
1902 wurde Shields beisitzender Richter am Tennessee Supreme Court, dessen Vorsitz er 1910 übernahm. Drei Jahre darauf legte er sein Amt nieder, um sich politisch zu betätigen. Er wurde in den US-Senat gewählt – was letztmals die Staatslegislative von Tennessee tat. Nach dem 17. Verfassungszusatz fiel dieses passive Wahlrecht künftig dem Volk zu. Auf diesem Weg wurde Shields dann 1918 bestätigt; 1924 jedoch verfehlte er die Nominierung durch seine Partei, als er Lawrence Tyson unterlag. Während seiner Zeit im Senat war er Vorsitzender mehrerer Ausschüsse, unter anderem zwei Sitzungsperioden lang des Ausschusses für die Beziehungen zu Kanada.
James Shields kehrte nach Tennessee zurück, wo er in Knoxville wieder als Anwalt praktizierte. Am 30. September 1934 starb er auf dem Anwesen seiner Familie.